# Robert Fludd
Robert Fludd, également connu sous le nom de Robertus de Fluctibus, né en 1574 à Milgate House dans le Kent et décédé le 8 septembre 1637 à Londres, est un éminent rosicrucien, médecin de profession, physicien paracelsien, astrologue et mystique anglais.

## Historique
Cinquième fils d'Elisabeth Andros et de Sir Thomas Fludd, officier gouvernemental haut placé et trésorier de guerre pour l'armée d'Élisabeth Ire, il est élevé dans la religion de ses parents, c'est-à-dire l'anglicanisme. Il est reçu maître ès-arts à Oxford en 1598.

Mais, trouvant que sa formation était insuffisante, il entreprend, dans le but de perfectionner ses connaissances, un voyage qui dure six années, sur le Continent. Il parcourt ainsi l'Espagne, la France, l'Italie et l'Allemagne. C'est sans doute en Allemagne qu'il est en rapport direct avec le mouvement rosicrucien. De retour en Angleterre, il obtient son doctorat en médecine à Oxford le 16 mai 1605. Par la suite il se fixe à Londres. Ce n'est qu'à l'âge de 42 ans (1616), qu'il commence à écrire et à publier, et il ne s'arrêtera plus, jusqu'à sa mort, d'écrire des ouvrages hermétiques très volumineux.

## Œuvre

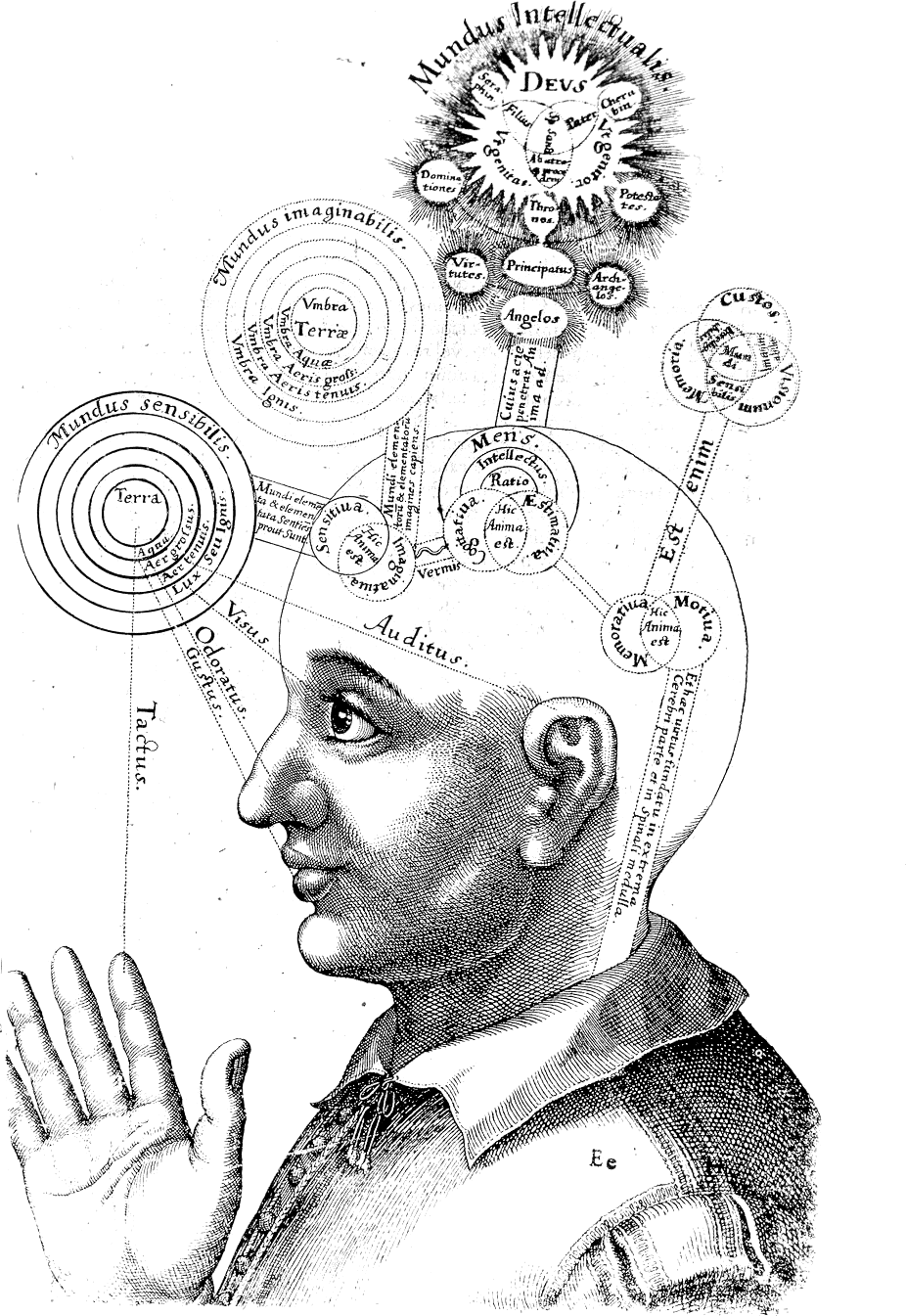
L'homme et le macrocosme.

Il fait partie du mouvement humaniste de la Renaissance : ses connaissances portent sur l'ensemble des sciences humaines, et il consacrera une part importante de ses écrits volumineux à défendre la réforme des sciences. 
En tant que médecin et alchimiste, il s'intéresse aux idées de Paracelse. En matière de médecine, Fludd est un précurseur. On lui doit la description du premier baromètre et des découvertes sur la circulation du sang, formulées plus tard avec plus d'exactitude par son confrère William Harvey. Ces livres sont magnifiquement ornés de gravures qui illustrent le propos. 
Fludd est avant tout spiritualiste, établissant une distinction entre la partie physique mortelle et la partie animique immortelle de l'homme. Pour lui, l'âme est liée à Dieu, tandis que le corps physique est une partie de la nature. L'esprit de la vie, la force essentielle de la vie ou force vitale, éthérée et reliée à l'âme, constitue à la fois la conscience et l'esprit animal en nous. Cette force vitale est la cause de toutes les fonctions vitales. 
Fludd pratique la guérison à distance avec l'aide d'un système décrit auparavant par Paracelse et que Fludd nomme dans ses traités l'« onguent de sympathie ». Cette méthode était utilisée par divers médecins rosicruciens de l'époque, notamment Jean-Baptiste Van Helmont et Kenelm Digby. 
Dans ses livres, Robert Fludd s'attache aussi à présenter l'harmonie entre le macrocosme (le monde) et le microcosme (l'homme). Poursuivant une connaissance universelle, il s'intéresse aux correspondances harmoniques qui existent entre les planètes, les anges, les parties du corps humain, la musique.

## Fludd et la Rose-Croix

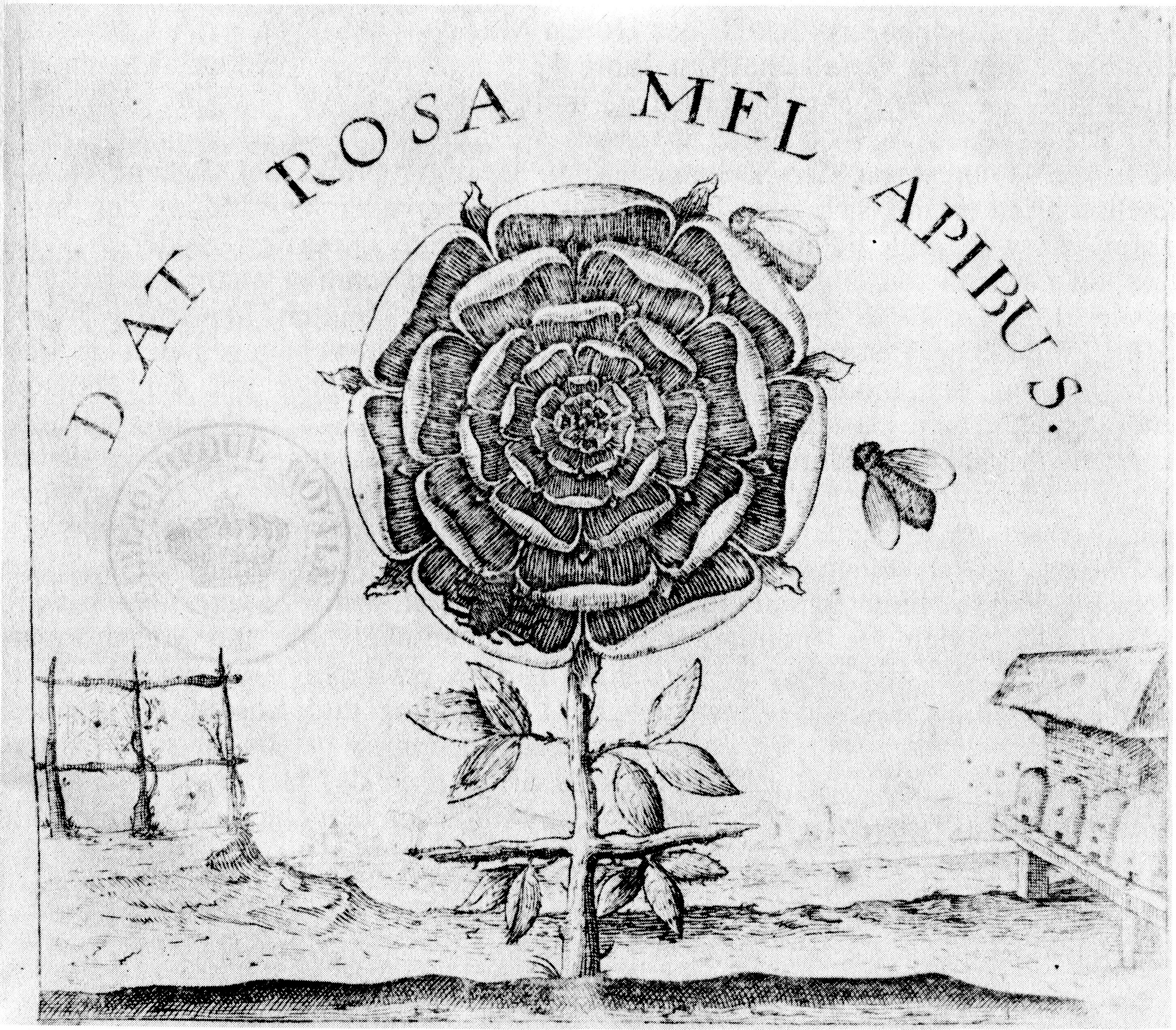
« la rose donne le miel aux abeilles » Cette gravure est extraite de l'ouvrage « Summum Bonum » de Robert Fludd (1629).

Il défend la philosophie des alchimistes et des Rose-Croix, et se sert de leurs doctrines pour décrire l'homme, la nature et l'univers. Il prend la défense de cette fraternité dans le Tractatus Apolegeticus integritatem Societatis de Rosea Cruce defendens. Dans ce traité en trois parties, il reprend les diverses affirmations contenues dans la Fama et la Confessio Fraternitatis Rosae Crucis ; il explique pourquoi il a résolu de défendre les frères de l'ordre :

« En effet celui qui feuillettera avec attention ce traité comprendra que c’est pour défendre son plein droit que cette Fraternité a dû tirer les flèches de son carquois contre les malveillantes calomnies, et contre les accusations de sédition, d’exorcismes et d’hérésie, et c’est la raison pour laquelle elle a fait éditer sa Confessio. Il décrit en détail le calcul astrologique dont se servirent les Fratres de l’ordre de la Rose-Croix pour choisir le moment propice à la diffusion de leur Fama. Il y traite de leurs idéaux, de leur intégrité et de leur sagesse. Parmi les très nombreux sujets, le chapitre IV traite de la transmission de pensée, le chapitre VI des effets occultes et merveilleux de la musique. Il termine en évoquant les grands secrets merveilleux cachés sous l'apparence des choses : dans le macrosome, dans le microcosme, et des rapports entre Dieu et l'âme raisonnable. »

— Robert Fludd, Traité apologétique défendant l'intégrité de la Société de la Rose-Croix.
Vers la fin du traité, il conclut ainsi : 

« Tout cela, nous l’avons réellement expérimenté par nous-même (bienveillant lecteur) et mis par écrit, et nous pourrions t’en laisser voir bien plus encore pour témoigner que les propositions qu’a fait connaître au monde la Fraternité R.C. méritent les plus grands éloges. Ces Fratres n’ont pas hésité à observer la nature mise à nu d’un œil attentif, ils ont lu le Grand Livre universel de la Nature et ont compris ses symboles secrets. »

— Robert Fludd, Traité apologétique défendant l'intégrité de la Société de la Rose-Croix.
En 1629, il fait publier un ouvrage sous le pseudonyme de Joachimus Frizius intitulé Summum Bonum : le bien suprême. Ce texte n’est pas sans rappeler l’ouvrage de Julius Sperber qui porte le même titre. Fludd y développe une défense de la Fraternité de l'Ordre de la Rose-Croix, en réponse aux calomnies du moine français Marin Mersenne. Il explique le sens de la véritable magie, de la cabale et de l'alchimie pratiquée par les Rose-Croix. Ensuite il décrit le symbolisme de la Rose et de la Croix.      
l’adjonction du symbole de la Rose sur la Croix permet de découvrir et de révéler l’entier mystère des membres de la Fraternité... Ce n’est pas sans raison que les voiles anglaises et les plastrons des chrétiens, lors des guerres contre les Sarrasins et les Turcs, portaient les symboles de la rose et de la croix rouge.

## Ouvrages de Robert Fludd

### Ouvrages imprimés par ordre chronologique
1. Apologia compendiaria, Fraternitatem de Rosæ-Cruce suspicionis et infamiæ maculis aspersam, veritatis quasi fluctibus abluens et abstergens (Apologie sommaire, lavant et nettoyant à la façon des flots de la vérité, la fraternité de la Rose-croix souillée de taches de suspicion et d'infamie), Basson, Leyde, 1616, 23 p. Repris dans le traité suivant dont il constitue le prœmium et l'épilogue
2. Tractatus apologeticus integritatem Societatis de Rosea Cruce defendens (Traité apologétique défendant l'intégrité de la société des Rose-Croix), Basson, Lyon, 1617, 196 p. (BNF 30444935); Traduction française : Traité apologétique défendant l'intégrité de la Société de la Rose-Croix -Éditions Clara Fama octobre 2015 (ISBN 9782917794197)
3. Tractatus theologico-philosophicus de vita, morte et ressurectione, fratribus Roseae Crucis dedicatus (Traité théologico-philosophique de la vie, la mort et la résurrection, dédié aux Frères de la Rose-Croix), De Bry, Oppenheim, 1617, 126 p. (BNF 30444937) Lire en ligne (numérisation e-rara)
4. Utriusque cosmi maioris scilicet et minoris metaphysica, physica atque technica Historia (Histoire métaphysique, physique et technique de l'un et l'autre monde, à savoir du grand et du petit), De Bry, Oppenheim, 1617-1624 L'Utriusque cosmi historia est un ouvrage inachevé, paru en plusieurs ouvrages réunis ultérieurement en deux tomes : T1 (BNF 30444938), T2 (BNF 30444939)
5. Veritatis proscenium... (Avant-scène de la vérité...), De Bry, Franfort, 1621, 54 p. (BNF 30444941)
6. Monochordium Mundi symphoniacum J. Kepplero oppositum (La symphonie du monocorde du monde), De Bry, Franfort, 1622, 83 p. (BNF 30444929) Controverse avec Kepler
7. Anatomiae amphitheatrum... (Amphithéâtre d'anatomie...), De Bry, Franfort, 1623, 331 p. (BNF 30444923)
8. Philosophia sacra & vera christiana seu Meteorologia cosmica (Philosophie sacrée et vraiment chrétienne, ou météorologie cosmique), De Bry, Franfort, 1626, 303 p. (BNF 30444931)
9. Medicina catholica (Médecine universelle), Fitzerum, Francfort, 1629-1631 (BNF 30444928)
10. Sophiae cum moria certamen (Combat de la Sagesse contre la folie), 1629, 118 p. (BNF 30444933) Controverse avec Mersenne
11. Summum Bonum, 1629, 53 p. (BNF 30444934) Manuscrit d'un alchimiste rosicrucien commenté par Fludd. Traduit en français aux éditions Clara fama  (ISBN 978-2-917794-27-2)
12. Doctor Fludd's Answer unto Mr. Foster, or the squeezing of Parson Foster's sponge (Réponse du docteur Fludd à M. Foster, ou comment presser l'éponge du pasteur Foster), N. Butter, Londres, 1631 (BNF 30444925)
13. Clavis philosophiae et alchymiae (La clef de la philosophie et de l'alchimie), Fitzerum, Franfort, 1633, 87 p. (BNF 30444927) Controverse avec Gassendi
14. Philosophia Moysaica... (Philosophie de Moïse...), Rammazenius, 1638, 152 p. (BNF 30444930) Il existe une traduction en anglais Mosaicall Philosophy, Moseley, Londres, 1659 qui a peut-être été réalisée par Fludd.

Il existe aussi une traduction française récente d'une partie de l'ouvrage : aux éditions Clara Fama  (ISBN 978-2-917794-32-6). 
- Ars magica sive magia naturalis et artificiosa... (Art magique, ou magie naturelle et artificielle...), Antonin Hummius, Franfort, 1631, sans nom d'auteur, est parfois attribué à Robert Fludd[5] (BNF 39310571).

Traductions en français
- Œuvres complètes, I : Apologie sommaire, Traité théologo-philosophique. Traduits du latin par François Fabre, Archè, 2015
- Œuvres complètes, II : Traité Apologétique défendant l’intégrité de la Société de la Rose-Croix. Traduit du latin par François Fabre, Archè 2015
- Traité apologétique défendant l'intégrité de la Société de la Rose-Croix. Éditions Clara Fama, 2015.
- Œuvres complètes, III : Histoire métaphysique, physique et technique des deux cosmos. Traduit du latin par François Fabre, Archè, 2017
- Summum Bonum:Magie, Cabale, Alchimie et symbolisme de l'Ordre de la Rose-Croix. traduit du latin par Léon Paul Duparvie, Éditions Clara Fama, 2018,
- Étude du macrocosme [Utriusque cosmi historia, Tractatus Secundi Pars X : De Astrologia] : Traité d'astrologie générale (De astrologia), trad. Pierre Piobb (1907), L'Harmattan, 2000.
- Étude du macrocosme [Utriusque cosmi historia, Tractatus Secundi Pars XI : De Geomantia] : Traité de géomancie (De geomantia), trad. et notes Pierre Piobb (1947), Éditions d'aujourd'hui, 1979.
- Commentaire d'un emblème, trad. par Sylvain Matton in Lumière et cosmos. Courants occultes de la philosophie de la nature, collection Les Cahiers de l'hermétisme, no 8, Albin Michel, Paris, 1981 pp. 181-189.
- Philosophie mosaïque seconde partie du premier livre sur la sympathie naturelle, traduit du latin par Léon Paul Duparvie, Éditions Clara Fama, 2022,
- Philosophie mosaïque seconde partie du deuxième livre sur le magnétisme, traduit du latin par Léon Paul Duparvie, Éditions Clara Fama, 2023,

### Manuscrits
- Declaratio brevis ad Jacobum I, 1618 (Brève déclaration à Jacob Ier, 1618})[6]
- Truth goulden harrow... (La Flèche d'or de la vérité)[7]
- Poème alchimique[8]